# Liga Sudamericana de Clubes 2005
La Liga Sudamericana de Clubes 2005 fue la novena edición del (por esos años) torneo más importante de básquet en Sudamérica. Participaron catorce equipos provenientes de ocho países, todos excepto Chile y Colombia tuvieron representante.
El campeón de esta edición fue el cuadro brasilero de Uberlândia, que había llegado a la final en la edición pasada y en esta venció en la final al Universo Ajax, también brasilero, y con ello logró su primer título en esta competencia.

## Participantes
| País                   | Equipo                                           | Vía de clasificación                                                    |
| ---------------------- | ------------------------------------------------ | ----------------------------------------------------------------------- |
| Argentina 2 cupos + CV | Atenas de Córdoba Boca Juniors Gimnasia La Plata | Campeón defensor Campeón de la LNB 2003/04 Subcampeón de la LNB 2003/04 |
| Bolivia 1 cupo         | Colegio La Salle                                 | Invitado                                                                |
| Brasil 3 cupos         | Uberlândia Flamengo Universo Ajax                | Campeón de la LNB 2004 Subcampeón de la LNB 2004 3.º en la LNB 2004     |
| Ecuador 1 cupo         | Club ESPE                                        | Campeón de la LEB 2004                                                  |
| Paraguay 1 cupo        | Deportivo San José                               | Campeón de la Temporada 2004                                            |
| Perú 1 cupo            | Regatas Lima                                     | Campeón de la Liga Metropolitana 2004                                   |
| Uruguay 2 cupos        | Trouville Olimpia                                | - -                                                                     |
| Venezuela 2 cupos      | Marinos de Anzoátegui Cocodrilos de Caracas      | Campeón de la LPBV 2004 -                                               |

CV: campeón vigente, o campeón defensor.

## Modo de disputa
El torneo estuvo dividido en dos etapas, la fase de grupos y los play-offs.
Fase de grupos
Los catorce participantes se dividieron en cuatro grupos, dos de cuatro equipos y dos de tres equipos, donde disputaron partidos todos contra todos dentro de su grupo. Cada grupo tuvo una sede fija la cual fue sorteada previamente.
 Los dos mejores de cada grupo avanzaron a la siguiente fase, la de play-offs.
- Grupo A: Goiânia, Brasil.
- Grupo B: Quito, Ecuador.
- Grupo C: Córdoba, Argentina.
- Grupo D: Caracas, Venezuela.

Play offs
Los ocho participantes se enfrentaron en parejas a duelos al mejor de tres, los cuales se jugaron 1-2, disputando dos partidos como local los primeros de grupo. Los cuatro ganadores avanzaron de fase y se enfrentaron nuevamente con el mismo formato.
La final se jugó al mejor de cinco encuentros, disputados 2-2-1.

## Fase de grupos

### Grupo A - Goiânia, Brasil
| Pos. | Equipo             | Pts | PJ | PG | PP | PF  | PC  | Dif |
| ---- | ------------------ | --- | -- | -- | -- | --- | --- | --- |
| 1.   | Universo Ajax      | 5   | 3  | 2  | 1  | 257 | 224 | +33 |
| 2.   | Gimnasia La Plata  | 5   | 3  | 2  | 1  | 230 | 228 | +2  |
| 3.   | Olimpia            | 5   | 3  | 2  | 1  | 283 | 269 | +14 |
| 4.   | Deportivo San José | 3   | 3  | 0  | 3  | 215 | 264 | -49 |

|  | Clasificado a la siguiente fase del torneo. |

Los horarios corresponde al huso horario de Goiânia, UTC -3.
| 18 de febrero, 18:00 | Olimpia                                                                         | 96–84                | Gimnasia LP                                                                      |                                         |  |
|                      | Parciales: 19–20, 28–18, 25–21, 24–25                                           |                      |                                                                                  |                                         |  |
|                      | Estadísticas Pablo Martín Clerici 25 Leandro García Morales 10 Mauro Tornaria 5 | Reporte Pts Reb Asts | Estadísticas 20 Gustavo Orona 4 Juan Manuel Rivero 3 Facundo Sebastián Venturini | Pabellón: Ginásio Rio Vermelho, Goiânia |  |

| 18 de febrero, 20:00 | Universo Ajax                                                                             | 91–64                | Dep. San José                                                                            |                                         |  |
|                      | Parciales: 23–19, 11–17, 33–16, 24–12                                                     |                      |                                                                                          |                                         |  |
|                      | Estadísticas Juliano Cavallini Landin 27 Jefferson Dos Santos 5 Diego Pinheiro da Silva 3 | Reporte Pts Reb Asts | Estadísticas 22 Pablo Javier Ibon Viña 6 Claudio Pereira García 2 Pablo Javier Ibon Viña | Pabellón: Ginásio Rio Vermelho, Goiânia |  |

| 19 de febrero, 18:00 | Gimnasia LP                                                           | 70–68                | Dep. San José                                                                            |                                         |  |
|                      | Parciales: 19–18, 15–19, 16–13, 20–18                                 |                      |                                                                                          |                                         |  |
|                      | Estadísticas Raheim Brown 16 Kofi Bobie Danquah 9 Cristian Cadillac 8 | Reporte Pts Reb Asts | Estadísticas 22 Claudio Pereira García 6 Claudio Pereira García 3 Pablo Javier Ibon Viña | Pabellón: Ginásio Rio Vermelho, Goiânia |  |

| 19 de febrero, 20:00 | Universo Ajax                                                                           | 102–84               | Olimpia                                                                      |                                         |  |
|                      | Parciales: 26–28, 21–17, 20–24, 35–15                                                   |                      |                                                                              |                                         |  |
|                      | Estadísticas Brügger de Mello 28 Andre Luiz Quirino Pereira 5 Diego Pinheiro da Silva 3 | Reporte Pts Reb Asts | Estadísticas 19 Mauro Tornaria 10 Peter Kiganya 5 Eric Omar Cárdenas Miranda | Pabellón: Ginásio Rio Vermelho, Goiânia |  |

| 20 de febrero, 18:00 | Dep. San José                                                                         | 83–103               | Olimpia                                                         |                                         |  |
|                      | Parciales: 13–32, 21–25, 26–22, 23–24                                                 |                      |                                                                 |                                         |  |
|                      | Estadísticas Pablo Javier Ibon Viña 21 Claudio Pereira García 9 Charles Aldo Acosta 4 | Reporte Pts Reb Asts | Estadísticas 29 Mauro Tornaria 6 Peter Kiganya 4 Augusto Baston | Pabellón: Ginásio Rio Vermelho, Goiânia |  |

| 20 de febrero, 20:00 | Universo Ajax                                                                        | 64–76                | Gimnasia LP                                                           |                                         |  |
|                      | Parciales: 22–17, 12–22, 6–22, 24–15                                                 |                      |                                                                       |                                         |  |
|                      | Estadísticas Brügger de Mello 16 Diego Pinheiro da Silva 9 Diego Pinheiro da Silva 2 | Reporte Pts Reb Asts | Estadísticas 19 Kofi Bobie Danquah 8 Raheim Brown 8 Cristian Cadillac | Pabellón: Ginásio Rio Vermelho, Goiânia |  |

### Grupo B - Quito, Ecuador
| Pos. | Equipo       | Pts | PJ | PG | PP | PF  | PC  | Dif |
| ---- | ------------ | --- | -- | -- | -- | --- | --- | --- |
| 1.   | Boca Juniors | 4   | 2  | 2  | 0  | 181 | 162 | +19 |
| 2.   | Marinos      | 3   | 2  | 1  | 1  | 167 | 158 | +9  |
| 3.   | ESPE         | 2   | 2  | 0  | 2  | 169 | 197 | -28 |

|  | Clasificado a la siguiente fase del torneo. |

Los horarios corresponde al huso horario de San Francisco de Quito, UTC -5.
| 25 de febrero, 20:00 | Marinos de Anzoategui                                                                | 70–81                | Boca Juniors                                                                    |                                              |  |
|                      | Parciales: –, –, –, –                                                                |                      |                                                                                 |                                              |  |
|                      | Estadísticas Markkus Gregory Carr 15 Kervin Bracho Rodríguez 7 José Manuel Briceño 2 | Reporte Pts Reb Asts | Estadísticas 28 Paolo Quinteros 7 Fernando Ariel Malara 4 Fernando Ariel Malara | Pabellón: Coliseo Julio César Hidalgo, Quito |  |

| 26 de febrero, 18:00 | ESPE                          | 77–97       | Marinos de Anzoategui                                               |                                              |  |
|                      | Parciales: –, –, –, –         |             |                                                                     |                                              |  |
|                      | Estadísticas Charles Mason 33 | Reporte Pts | Estadísticas 19 David Cedeño 15 José Manuel Briceño 5 Elvis Montero | Pabellón: Coliseo Julio César Hidalgo, Quito |  |

| 27 de febrero, 18:00 | ESPE                                                                                  | 92–100               | Boca Juniors                                                            |                                              |  |
|                      | Parciales: –, –, –, –                                                                 |                      |                                                                         |                                              |  |
|                      | Estadísticas Charles Mason 24 Demetrio Vernaza Castillo 9 Jeff Escalante Montenegro 2 | Reporte Pts Reb Asts | Estadísticas 28 Paolo Quinteros 11 Martín Leiva 8 Juan Pablo Sartorelli | Pabellón: Coliseo Julio César Hidalgo, Quito |  |

### Grupo C - Río Cuarto, Argentina
| Pos. | Equipo            | Pts | PJ | PG | PP | PF  | PC  | Dif  |
| ---- | ----------------- | --- | -- | -- | -- | --- | --- | ---- |
| 1.   | Atenas de Córdoba | 4   | 2  | 2  | 0  | 174 | 99  | +75  |
| 2.   | Flamengo          | 3   | 2  | 1  | 1  | 165 | 133 | +32  |
| 3.   | Colegio La Salle  | 2   | 2  | 0  | 2  | 94  | 201 | -107 |

|  | Clasificado a la siguiente fase del torneo. |

Los horarios corresponde al huso horario de Río Cuarto, UTC -3.
| 22 de febrero, 22:00 | Atenas                                                                        | 93–42                | Colegio La Salle                                                   |                                       |  |
|                      | Parciales: 29–16, 23–13, 24–5, 17–8                                           |                      |                                                                    |                                       |  |
|                      | Estadísticas Cortez Lamont Groves 17 Cortez Lamont Groves 16 Agustín Prieto 4 | Reporte Pts Reb Asts | Estadísticas 12 Leonardo Mercado 5 Alberto Murrillo 2 Rivera Rojas | Pabellón: Club Banda Norte Río Cuarto |  |

| 23 de febrero, 22:00 | Flamengo                                                                            | 108–52               | Colegio La Salle                                                       |                                       |  |
|                      | Parciales: 30–16, 25–7, 30–10, 23–19                                                |                      |                                                                        |                                       |  |
|                      | Estadísticas Rodrigues Carvalho 26 Roque de Oliveira 11 Ricardo Coelho Dos Santos 5 | Reporte Pts Reb Asts | Estadísticas 19 Jefferson Gutiérrez 10 Mauricio Asbum 3 Mauricio Asbum | Pabellón: Club Banda Norte Río Cuarto |  |

| 24 de febrero, 22:00 | Atenas                                                             | 81–57                | Flamengo                                                                               |                                       |  |
|                      | Parciales: 17–14, 28–11, 18–18, 18–14                              |                      |                                                                                        |                                       |  |
|                      | Estadísticas Cortez Lamont Groves 20 Gabriel Díaz 7 Gabriel Díaz 5 | Reporte Pts Reb Asts | Estadísticas 9 Ricardo Coelho Dos Santos 7 Alex Oliveira De Souza 4 Rodrigues Carvalho | Pabellón: Club Banda Norte Río Cuarto |  |

### Grupo D - Caracas, Venezuela
| Pos. | Equipo       | Pts | PJ | PG | PP | PF  | PC  | Dif |
| ---- | ------------ | --- | -- | -- | -- | --- | --- | --- |
| 1.   | Cocodrilos   | 6   | 3  | 3  | 0  | 238 | 219 | +19 |
| 2.   | Uberlândia   | 5   | 3  | 2  | 1  | 255 | 219 | +36 |
| 3.   | Trouville    | 4   | 3  | 1  | 2  | 222 | 223 | -1  |
| 4.   | Regatas Lima | 3   | 3  | 0  | 3  | 203 | 260 | -57 |

|  | Clasificado a la siguiente fase del torneo. |

Los horarios corresponde al huso horario de Caracas, UTC -4:30.
| 17 de febrero, ??:?? | Uberlândia            | 80–67   | Trouville |                                           |  |
|                      | Parciales: –, –, –, – |         |           |                                           |  |
|                      |                       | Reporte |           | Pabellón: Gimnasio José Beracasa, Caracas |  |

| 17 de febrero, ??:?? | Cocodrilos            | 80–69   | Regatas Lima |                                           |  |
|                      | Parciales: –, –, –, – |         |              |                                           |  |
|                      |                       | Reporte |              | Pabellón: Gimnasio José Beracasa, Caracas |  |

| 18 de febrero, ??:?? | Regatas Lima          | 66–95   | Uberlândia |                                           |  |
|                      | Parciales: –, –, –, – |         |            |                                           |  |
|                      |                       | Reporte |            | Pabellón: Gimnasio José Beracasa, Caracas |  |

| 18 de febrero, ??:?? | Cocodrilos            | 75–70   | Trouville |                                           |  |
|                      | Parciales: –, –, –, – |         |           |                                           |  |
|                      |                       | Reporte |           | Pabellón: Gimnasio José Beracasa, Caracas |  |

| 19 de febrero, ??:?? | Regatas Lima          | 68–85   | Trouville |                                           |  |
|                      | Parciales: –, –, –, – |         |           |                                           |  |
|                      |                       | Reporte |           | Pabellón: Gimnasio José Beracasa, Caracas |  |

| 19 de febrero, ??:?? | Cocodrilos            | 83–80   | Uberlândia |                                           |  |
|                      | Parciales: –, –, –, – |         |            |                                           |  |
|                      |                       | Reporte |            | Pabellón: Gimnasio José Beracasa, Caracas |  |

## Play offs
|  | Cuartos de final | Cuartos de final | Cuartos de final | Cuartos de final |            |            | Semifinales               | Semifinales               | Semifinales               | Semifinales               |  |               | Final             | Final             | Final             | Final             | Final             | Final             |  |
|  | 9 al 24 de marzo | 9 al 24 de marzo | 9 al 24 de marzo | 9 al 24 de marzo |            |            | 31 de marzo al 7 de abril | 31 de marzo al 7 de abril | 31 de marzo al 7 de abril | 31 de marzo al 7 de abril |  |               | 20 al 28 de abril | 20 al 28 de abril | 20 al 28 de abril | 20 al 28 de abril | 20 al 28 de abril | 20 al 28 de abril |  |
|  |                  |                  |                  |                  |            |            |                           |                           |                           |                           |  |               |                   |                   |                   |                   |                   |                   |  |
|  |                  |                  |                  |                  |            |            |                           |                           |                           |                           |  |               |                   |                   |                   |                   |                   |                   |  |
|  | Cocodrilos       | 79               | 87               | 83               |            |            |                           |                           |                           |                           |  |               |                   |                   |                   |                   |                   |                   |  |
|  | Cocodrilos       | 79               | 87               | 83               |            |            |                           |                           |                           |                           |  |               |                   |                   |                   |                   |                   |                   |  |
|  | Flamengo         | 83               | 78               | 69               |            |            |                           |                           |                           |                           |  |               |                   |                   |                   |                   |                   |                   |  |
|  | Flamengo         | 83               | 78               | 69               |            | Cocodrilos | 96                        | 97                        |                           |                           |  |               |                   |                   |                   |                   |                   |                   |  |
|  |                  |                  |                  |                  |            | Cocodrilos | 96                        | 97                        |                           |                           |  |               |                   |                   |                   |                   |                   |                   |  |
|  |                  |                  | Universo Ajax    | 103              | 103        |            |                           |                           |                           |                           |  |               |                   |                   |                   |                   |                   |                   |  |
|  | Universo Ajax    | 71               | Universo Ajax    | 103              | 103        | 83         | 92                        |                           |                           |                           |  |               |                   |                   |                   |                   |                   |                   |  |
|  | Universo Ajax    | 71               |                  |                  |            |            |                           |                           |                           |                           |  |               |                   |                   |                   |                   |                   |                   |  |
|  | Marinos          | 83               | 67               | 84               |            |            |                           |                           |                           |                           |  |               |                   |                   |                   |                   |                   |                   |  |
|  | Marinos          | 83               | 67               | 84               |            |            |                           |                           |                           |                           |  | Universo Ajax | 93                | 60                | 74                | 66                |                   |                   |  |
|  |                  |                  |                  |                  |            |            |                           |                           |                           |                           |  | Universo Ajax | 93                | 60                | 74                | 66                |                   |                   |  |
|  |                  |                  | Uberlândia       | 91               | 80         | 84         | 71                        |                           |                           |                           |  |               |                   |                   |                   |                   |                   |                   |  |
|  | Atenas           | 68               | Uberlândia       | 91               | 80         | 84         | 71                        | 91                        |                           |                           |  |               |                   |                   |                   |                   |                   |                   |  |
|  | Atenas           | 68               |                  |                  |            |            |                           |                           |                           |                           |  |               |                   |                   |                   |                   |                   |                   |  |
|  | Uberlândia       | 85               | 99               |                  |            |            |                           |                           |                           |                           |  |               |                   |                   |                   |                   |                   |                   |  |
|  | Uberlândia       | 85               | 99               |                  | Uberlândia | 73         | 76                        | 100                       |                           |                           |  |               |                   |                   |                   |                   |                   |                   |  |
|  |                  |                  |                  |                  | Uberlândia | 73         | 76                        | 100                       |                           |                           |  |               |                   |                   |                   |                   |                   |                   |  |
|  |                  |                  | Boca Juniors     | 80               | 68         | 74         |                           |                           |                           |                           |  |               |                   |                   |                   |                   |                   |                   |  |
|  | Boca Juniors     | 68               | Boca Juniors     | 80               | 68         | 74         | 84                        | 83                        |                           |                           |  |               |                   |                   |                   |                   |                   |                   |  |
|  | Boca Juniors     | 68               |                  |                  |            |            |                           |                           |                           |                           |  |               |                   |                   |                   |                   |                   |                   |  |
|  | Gimnasia LP      | 72               | 80               | 78               |            |            |                           |                           |                           |                           |  |               |                   |                   |                   |                   |                   |                   |  |
|  | Gimnasia LP      | 72               | 80               | 78               |            |            |                           |                           |                           |                           |  |               |                   |                   |                   |                   |                   |                   |  |
|  |                  |                  |                  |                  |            |            |                           |                           |                           |                           |  |               |                   |                   |                   |                   |                   |                   |  |

El equipo que figura primero en cada llave es el que obtuvo la ventaja de localías.

### Cuartos de final
Cocodrilos de Caracas - Flamengo
| 9 de marzo, 21:00 (UTC -3) | Flamengo              | 83–79   | Cocodrilos |                                                              |  |  |
|                            | Parciales: –, –, –, – |         |            |                                                              |  |  |
|                            |                       | Reporte |            | Pabellón: Ginásio Tijuca Tênis Clube, Río de Janeiro, Brasil |  |  |
| serie 1 - 0                |                       |         |            |                                                              |  |  |
|                            |                       |         |            |                                                              |  |  |

| 21 de marzo, 21:00 (UTC -4:30) | Cocodrilos            | 87–78   | Flamengo |                                                      |  |  |
|                                | Parciales: –, –, –, – |         |          |                                                      |  |  |
|                                |                       | Reporte |          | Pabellón: Gimnasio José Beracasa, Caracas, Venezuela |  |  |
| serie 1 - 1                    |                       |         |          |                                                      |  |  |
|                                |                       |         |          |                                                      |  |  |

| 22 de marzo, 21:00 (UTC -4:30) | Cocodrilos            | 83–69   | Flamengo |                                                      |  |  |
|                                | Parciales: –, –, –, – |         |          |                                                      |  |  |
|                                |                       | Reporte |          | Pabellón: Gimnasio José Beracasa, Caracas, Venezuela |  |  |
| serie 2 - 1                    |                       |         |          |                                                      |  |  |
|                                |                       |         |          |                                                      |  |  |

Universo Ajax - Marinos de Anzoategui
| 10 de marzo, 21:00 (UTC -4:30) | Marinos               | 83–71   | Universo Ajax |                                                          |  |  |
|                                | Parciales: –, –, –, – |         |               |                                                          |  |  |
|                                |                       | Reporte |               | Pabellón: Gimnasio Luis Ramos, Puerto La Cruz, Venezuela |  |  |
| serie 1 - 0                    |                       |         |               |                                                          |  |  |
|                                |                       |         |               |                                                          |  |  |

| 16 de marzo, 21:00 (UTC -3:00) | Universo Ajax         | 83–76   | Marinos |                                                 |  |  |
|                                | Parciales: –, –, –, – |         |         |                                                 |  |  |
|                                |                       | Reporte |         | Pabellón: Ginásio Rio Vermelho, Goiânia, Brasil |  |  |
| serie 1 - 1                    |                       |         |         |                                                 |  |  |
|                                |                       |         |         |                                                 |  |  |

| 17 de marzo, 21:00 (UTC -3:00) | Universo Ajax         | 92–84   | Marinos |                                                 |  |  |
|                                | Parciales: –, –, –, – |         |         |                                                 |  |  |
|                                |                       | Reporte |         | Pabellón: Ginásio Rio Vermelho, Goiânia, Brasil |  |  |
| serie 2 - 1                    |                       |         |         |                                                 |  |  |
|                                |                       |         |         |                                                 |  |  |

Atenas - Uberlândia
| 10 de marzo, 21:00 (UTC -3:00) | Uberlândia                            | 85–68   | Atenas |                                                  |  |  |
|                                | Parciales: 25–19, 16–10, 21–17, 23–22 |         |        |                                                  |  |  |
|                                |                                       | Reporte |        | Pabellón: Ginásio Sabiazinho, Uberlândia, Brasil |  |  |
| serie 1 - 0                    |                                       |         |        |                                                  |  |  |
|                                |                                       |         |        |                                                  |  |  |

| 15 de marzo, 21:00 (UTC -3:00) | Atenas                | 91–99   | Uberlândia |                                                      |  |  |
|                                | Parciales: –, –, –, – |         |            |                                                      |  |  |
|                                |                       | Reporte |            | Pabellón: Estadio Carlos Cerutti, Córdoba, Argentina |  |  |
| serie 0 - 2                    |                       |         |            |                                                      |  |  |
|                                |                       |         |            |                                                      |  |  |

Boca Juniors - Gimnasia y Esgrima LP
| 9 de marzo, 21:00 (UTC -3) | Gimnasia LP           | 72–68   | Boca Juniors |                                              |  |  |
|                            | Parciales: –, –, –, – |         |              |                                              |  |  |
|                            |                       | Reporte |              | Pabellón: Polideportivo, La Plata, Argentina |  |  |
| serie 1 - 0                |                       |         |              |                                              |  |  |
|                            |                       |         |              |                                              |  |  |

| 23 de marzo, 21:00 (UTC -3) | Boca Juniors          | 83–78   | Gimnasia LP |                                                            |  |  |
|                             | Parciales: –, –, –, – |         |             |                                                            |  |  |
|                             |                       | Reporte |             | Pabellón: Microestadio Luis Conde, Buenos Aires, Argentina |  |  |
| serie 1 - 1                 |                       |         |             |                                                            |  |  |
|                             |                       |         |             |                                                            |  |  |

| 23 de marzo, 21:00 (UTC -3) | Boca Juniors          | 84–80   | Gimnasia LP |                                                            |  |  |
|                             | Parciales: –, –, –, – |         |             |                                                            |  |  |
|                             |                       | Reporte |             | Pabellón: Microestadio Luis Conde, Buenos Aires, Argentina |  |  |
| serie 2 - 1                 |                       |         |             |                                                            |  |  |
|                             |                       |         |             |                                                            |  |  |

### Semifinales
Cocodrilos de Caracas - Universo Ajax
| 31 de marzo, 21:00 (UTC -3:00) | Universo Ajax         | 103–96  | Cocodrilos |                                                 |  |  |
|                                | Parciales: –, –, –, – |         |            |                                                 |  |  |
|                                |                       | Reporte |            | Pabellón: Ginásio Rio Vermelho, Goiânia, Brasil |  |  |
| serie 1 - 0                    |                       |         |            |                                                 |  |  |
|                                |                       |         |            |                                                 |  |  |

| 6 de abril, 19:00 (UTC -4:30) | Cocodrilos            | 97–103  | Universo Ajax |                                                      |  |  |
|                               | Parciales: –, –, –, – |         |               |                                                      |  |  |
|                               |                       | Reporte |               | Pabellón: Gimnasio José Beracasa, Caracas, Venezuela |  |  |
| serie 0 - 2                   |                       |         |               |                                                      |  |  |
|                               |                       |         |               |                                                      |  |  |

Uberlândia - Boca Juniors
| 31 de marzo, 21:00 (UTC -3:00) | Boca Juniors          | 80–73   | Uberlândia |                                                            |  |  |
|                                | Parciales: –, –, –, – |         |            |                                                            |  |  |
|                                |                       | Reporte |            | Pabellón: Microestadio Luis Conde, Buenos Aires, Argentina |  |  |
| serie 1 - 0                    |                       |         |            |                                                            |  |  |
|                                |                       |         |            |                                                            |  |  |

| 6 de abril, 20:00 (UTC -3:00) | Uberlândia            | 76–68   | Boca Juniors |                                                  |  |  |
|                               | Parciales: –, –, –, – |         |              |                                                  |  |  |
|                               |                       | Reporte |              | Pabellón: Ginásio Sabiazinho, Uberlândia, Brasil |  |  |
| serie 1 - 1                   |                       |         |              |                                                  |  |  |
|                               |                       |         |              |                                                  |  |  |

| 7 de abril, 20:00 (UTC -3:00) | Uberlândia            | 100–74  | Boca Juniors |                                                  |  |  |
|                               | Parciales: –, –, –, – |         |              |                                                  |  |  |
|                               |                       | Reporte |              | Pabellón: Ginásio Sabiazinho, Uberlândia, Brasil |  |  |
| serie 2 - 1                   |                       |         |              |                                                  |  |  |
|                               |                       |         |              |                                                  |  |  |

### Final
Universo Ajax - Uberlândia
| 20 de abril, 20:30 (UTC -3:00) | Universo Ajax         | 93–91   | Uberlândia |                                                 |  |  |
|                                | Parciales: –, –, –, – |         |            |                                                 |  |  |
|                                |                       | Reporte |            | Pabellón: Ginásio Rio Vermelho, Goiânia, Brasil |  |  |
| serie 1 - 0                    |                       |         |            |                                                 |  |  |
|                                |                       |         |            |                                                 |  |  |

| 21 de abril, 20:30 (UTC -3:00) | Universo Ajax         | 60–80   | Uberlândia |                                                 |  |  |
|                                | Parciales: –, –, –, – |         |            |                                                 |  |  |
|                                |                       | Reporte |            | Pabellón: Ginásio Rio Vermelho, Goiânia, Brasil |  |  |
| serie 1 - 1                    |                       |         |            |                                                 |  |  |
|                                |                       |         |            |                                                 |  |  |

| 27 de abril, 20:30 (UTC -3:00) | Uberlândia            | 84–74   | Universo Ajax |                                                  |  |  |
|                                | Parciales: –, –, –, – |         |               |                                                  |  |  |
|                                |                       | Reporte |               | Pabellón: Ginásio Sabiazinho, Uberlândia, Brasil |  |  |
| serie 2 - 1                    |                       |         |               |                                                  |  |  |
|                                |                       |         |               |                                                  |  |  |

| 28 de abril, 20:30 (UTC -3:00) | Uberlândia                            | 71–66   | Universo Ajax |                                                  |  |  |
|                                | Parciales: 21–14, 23–16, 11–20, 16–16 |         |               |                                                  |  |  |
|                                |                                       | Reporte |               | Pabellón: Ginásio Sabiazinho, Uberlândia, Brasil |  |  |
| serie 3 - 1                    |                                       |         |               |                                                  |  |  |
|                                |                                       |         |               |                                                  |  |  |

Uberlândia

Campeón

1.° título

## Plantel campeón
Fuente: Web oficial Archivado el 19 de agosto de 2014 en Wayback Machine.
| No | Jugador                               |
| -- | ------------------------------------- |
| 5  | Marcelo Machado Pereyra               |
| 6  | Douglas Nunes                         |
| 7  | José Estevam Ferreira Junio «Estevam» |
| 8  | Lucas Cipolini Alves                  |
| 9  | Valter Apolinario Silva «Valtinho»    |
| 10 | Hélio Rubens García Filho «Helinho»   |
| 11 | Luis Henrique Cambraia Miranda        |
| 12 | Lucas Moura Costa                     |
| 13 | Cláudio Antonio Gomes Clemente        |
| 14 | Rogério Klafke                        |
| 15 | Robert Alexander Blackwell JR.        |
| 22 | Julian Myron Brown                    |

Entrenador:  Hélio Rubens García